# Bernard Frank (écrivain)
Pour les articles homonymes, voir Bernard Frank et Frank.
Bernard Frank, né le 11 octobre 1929 à Neuilly-sur-Seine et mort le 3 novembre 2006 à Paris, est un écrivain et journaliste français.

## Biographie
Né en 1929 (« Petite année pour la bourse mais très bonne année pour le Bordeaux », comme il aimait à le dire), Bernard Frank, fils de Jacques Franck, avocat, et de Suzanne Planchenault, est élevé dans une famille de juifs laïcs et aisés dont le patriarche est cadre de banque. Durant l'été 1939, sa famille s'établit en Auvergne à Aurillac dont il conservera d'excellents souvenirs, puis revient à Paris en 1946. Après son baccalauréat, il commence des « études improbables » : une hypokhâgne au lycée Pasteur, dont il est renvoyé pour mauvaise conduite ; il tente alors de poursuivre sa classe préparatoire au lycée Condorcet, mais il abandonne par ennui ses études durant le second trimestre.
À vingt ans, il rencontre Jean-Paul Sartre qui lui confie, à titre d'essai, la chronique littéraire dans Les Temps Modernes. Il collabore épisodiquement à la revue, avant de se brouiller avec son équipe dirigeante après la publication de son roman Les Rats (1953) où il fait de Sartre l'un de ses personnages.
Dans les années 1952-1953, il devient responsable de la rubrique littéraire à l'Observateur à la place de Maurice Nadeau. Il amorce sa collaboration à l'hebdomadaire par une double page qu'il consacre à Drieu la Rochelle. Il attribue le surnom de « Hussards » au groupe de Nimier, de Blondin et de quelques autres auteurs qui redécouvrent les vertus de Morand et de Drieu la Rochelle, surnom qui leur restera.
Collaborant aussi au Monde, aux Cahiers des saisons, au Nouveau Candide et à l'Actualité, il « vitupère chaque automne les prétendants aux prix littéraires, juge qu'on publie trop de mauvais romans, se gausse invariablement des confrères qui trouvent du génie aux moindres bluettes de saison et poussent le scrupule, doublé du ridicule, jusqu'à les résumer ».
Fin 1961, il fait la connaissance de Jean Daniel à l’occasion d’une hospitalisation dans une clinique de Neuilly où leur ami Claude Perdriel a eu « malicieusement peut-être » l’idée de les réunir. Il collabore alors au Nouvel Observateur à partir de la deuxième moitié des années 1960.
Prix des Deux Magots en 1971 pour Un siècle débordé, il obtient aussi le prix Roger-Nimier en 1981 pour Solde. Cette année-là, il amorce sa chronique littéraire dans le quotidien Le Matin de Paris avant de rejoindre Le Monde en 1985 puis Le Nouvel Observateur en 1989.
La publication en deux volumes d'une anthologie de ses articles littéraires a été réalisée en 1996 (Mon Siècle et En soixantaine).
Les propos ci-dessous sont appuyés par une interview de Jean-Paul Kauffmann durant l'émission littéraire de France Inter "Les liaisons heureuses" samedi 18 févr. 2012 : Très lié à Françoise Sagan, Bernard Frank se décrivait comme ayant longtemps vécu une vie de parasite social, vivant chez ses amis et travaillant peu - postulat peu crédible au regard de ses publications - ayant découvert sur le tard les responsabilités de l'âge adulte et préoccupé essentiellement de ses lectures et de ses repas.
Dans le film Sagan de Diane Kurys, il est interprété par Lionel Abelansky.
Il meurt le 3 novembre 2006, d'une crise cardiaque foudroyante alors qu'il était en compagnie d'un ami dans un restaurant du 8e arrondissement de Paris. Son épouse indiqua qu'il « parlait politique » à l'instant fatal.

## Hommage
Le 25 mai 2013, à l'initiative de Jean-Louis Benavent, la ville d'Aurillac nomme un square de la ville du nom de l'écrivain. L'inauguration se fait en présence des filles de Bernard Frank, Jeanne et Joséphine.

## Œuvres
- « Grognards & hussards », Les Temps modernes, décembre 1952 ; 
  - rééd. in Grognards & Hussards, suivi d'une postface, Paris, Le Dilettante, 1985, puis in Grognards & Hussards suivi de La Turquie, Paris, Le Dilettante, 1989 ; in Mon siècle. Chroniques 1952-1960, Paris, Quai Voltaire, 1993 ; in Romans et essais, Flammarion, 1999.
- Géographie universelle, Paris, La Table ronde, 1953 ; 
  - réed. in Géographie universelle suivi de Israël, Flammarion, 1989 ; réed. in Romans et essais, Flammarion, 1999.
- Les Rats, Paris, La Table ronde, 1953 ; 
  - réed. Flammarion, 1985 ; réed. in Romans et essais, Flammarion, 1999.
- Israël, Paris, La Table ronde, 1955 ; 
  - réed. in Géographie universelle suivi de Israël, Flammarion, 1989 ; réed. in Romans et essais, Flammarion, 1999.
- L'Illusion comique, Paris, La Table ronde, 1956.
  - réed. in Romans et essais, Flammarion, 1999.
- Le Dernier des Mohicans, Paris, Fasquelle, 1956 ; 
  - réed. in Romans et essais, Flammarion, 1999.
  - réed. dans la Collection Les Cahiers rouges avec une préface de Charles Dantzig, "Le manège enchanté", Les Cahiers rouges, Grasset, 2011[6].
- La Panoplie littéraire, Paris, Julliard, 1958.
  - réed. 10x18, 1980 ; in Romans et essais, Flammarion, 1999.
- Un siècle débordé, Grasset, 1970 ; Prix des Deux Magots 1971
  - réed. Flammarion, 1987 ; in Romans et essais, Flammarion, 1999.
- Solde, Paris, Flammarion, 1980.
  - réed. in Romans et essais, Flammarion, 1999.
- Mon siècle. Chroniques 1952-1960, Paris, Quai Voltaire, 1993.
- En soixantaine. Chroniques 1961-1971, Paris, Julliard, 1996.
- Strasbourg, photographies de Gérard Rondeau, La Nuée Bleue, 1998
- Romans et essais, édition préfacée et présentée par Olivier Frébourg, Coll. Mille & une pages, Paris, Flammarion, 1999 ;  
  - Le volume contient : Géographie universelle, Grognards et Hussards, Les Rats, Israël, L'Illusion comique, Le Dernier des Mohicans, La Panoplie littéraire, Un siècle débordé, Solde.
- Rêverie, Le Dilettante, 2000.
- Portraits et aphorismes, Paris, Cherche Midi, 2001.
- Vingt ans avant. Chroniques du Matin de Paris [1981-1985], Paris, B. Grasset, 2002.
- Les Rues de ma vie, Paris, Dilettante, 2005.
- 5, rue des Italiens, Paris, B. Grasset, 2007.